# René Schneider (Fußballspieler, 1973)
René Schneider (* 1. Februar 1973 in Schwerin) ist ein ehemaliger deutscher Fußballspieler.

## Sportliche Laufbahn

### Vereinskarriere
Er spielte in seiner aktiven Zeit zunächst im Nachwuchs für die BSG Motor Schwerin, die ISG Schwerin und den 1. FC Magdeburg, zu dem er 1985 parallel mit dem Wechsel an die Kinder- und Jugendsportschule delegiert worden war. Nach ersten Einsätzen im Männerbereich beim FCM, unter anderem in der höchsten Spielklasse des DDR-Fußballs, folgte ein Jahr beim BSV Brandenburg in der drittklassigen Oberliga. Anschließend wechselte er in den Profifußball.
Bei Hansa Rostock spielte er zwei Jahre und entwickelte sich zum Leistungsträger beim Aufstieg und dem Erreichen des 6. Platzes in der Bundesliga 1996. 1999 kehrte er noch einmal für zwei Jahre zu Hansa zurück. Zuvor war er ab 1996 drei Jahre bei Borussia Dortmund, mit denen er 1997 die Champions League und den Weltpokal gewann, jedoch von Verletzungspech verfolgt war. Nach erfolgloseren Stationen beim Hamburger SV und dem VfL Osnabrück beendete er 2007 seine Karriere beim SV Warnemünde.

### Auswahleinsätze
Zwischen 1995 und 1996 absolvierte der damalige Rostocker acht Partien in der deutschen U-21-Auswahl, in denen er einen Treffer erzielte. Mit dem Team nahm er an der Nachwuchs-EM 1996 teil. Durch das Aus im Viertelfinale wurde die Teilnahme am olympischen Fußballturnier 1996 in Atlanta verpasst.
Für die deutsche Nationalmannschaft bestritt er am 15. Dezember 1995 ein Länderspiel gegen Südafrika. Er stand zudem im Kader von Bundestrainer Berti Vogts für die Europameisterschaft 1996, kam jedoch nicht zum Einsatz. Nach der Berufung in die deutsche Nationalelf wechselte er im darauffolgenden Sommer nach Dortmund, wo er sich aufgrund von Verletzungen jedoch nicht langfristig durchsetzen konnte.

## Weiterer Werdegang
Von Juli 2016 bis Dezember 2017 war Schneider als Sportvorstand beim Drittligisten Hansa Rostock tätig.

## Fußballschule und Förderkader
Schneider, Inhaber der DFB-Trainer-Lizenz, betreibt seit 2003 seine eigene Fußballschule. Deutschlandweit einzigartig ist, dass seit 2007 Nachwuchsteams der Schule am regulären Rostocker Punktspielbetrieb teilnehmen. Alle Altersklassen von den Bambini bis zur U 23 starteten als FC Förderkader René Schneider in die Saison. Seit dem Sommer 2009 ist dort auch die U-23 in den Spielbetrieb eingegangen. Der Verein spielt im Herren-Bereich seit der Saison 2014/15 in der Fußball-Verbandsliga Mecklenburg-Vorpommern.

## Erfolge als Spieler
- Europameisterschaft:

Europameister 1996 mit Deutschland (ohne Einsatz)
- Champions League:

Sieger 1997 mit Borussia Dortmund
- Weltpokal:

Sieger 1997 mit Borussia Dortmund
- Bundesliga:

Platz 3 1997 mit Borussia Dortmund
Platz 4 1999 mit Borussia Dortmund